# Louis Burgade
Louis Burgade est un peintre français de marines, né à Bordeaux le 12 janvier 1803, et décédé à Bazas le 7 février 1876.

Louis Burgade a été formé à Bordeaux auprès de son père Joseph, peintre en miniature, et de Pierre Lacour fils, puis à Paris auprès d'Antoine-Jean Gros. 

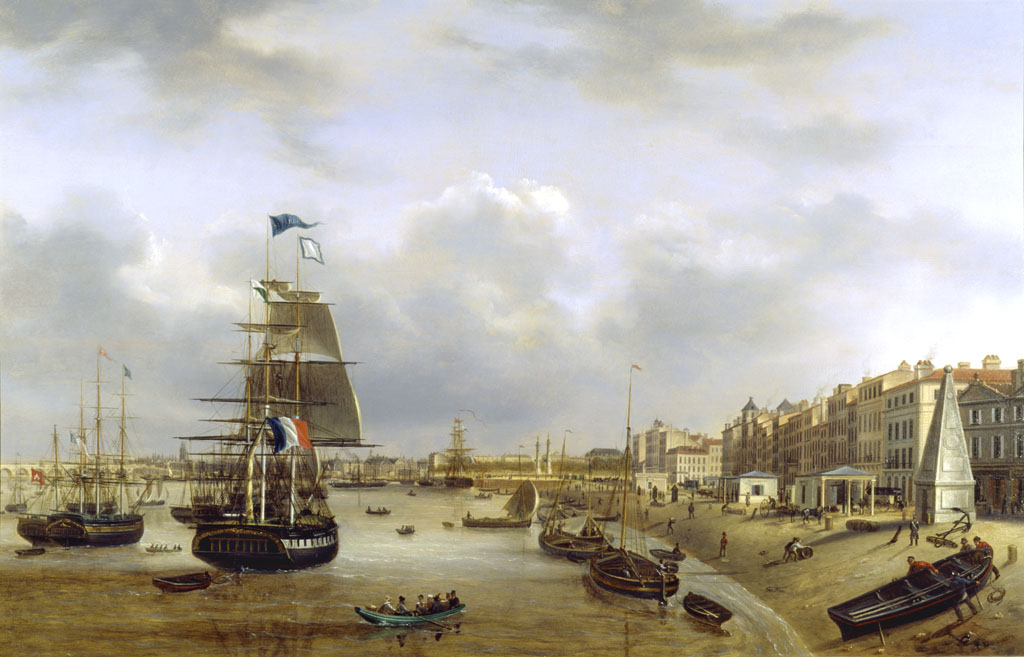
Vue du quai des Chartrons à Bordeaux (1835).
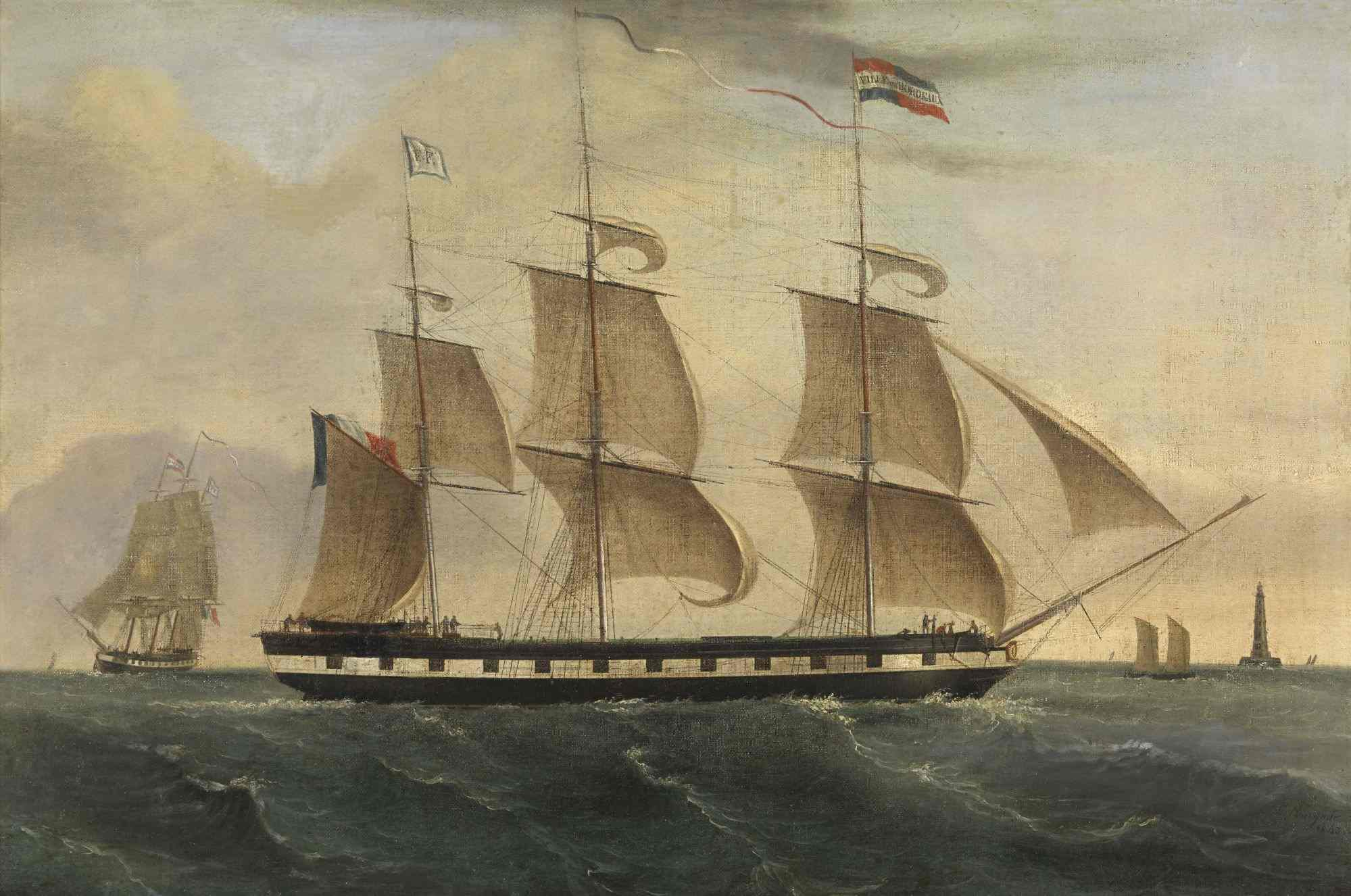
Le trois-mâts Ville de Bordeaux (1843).
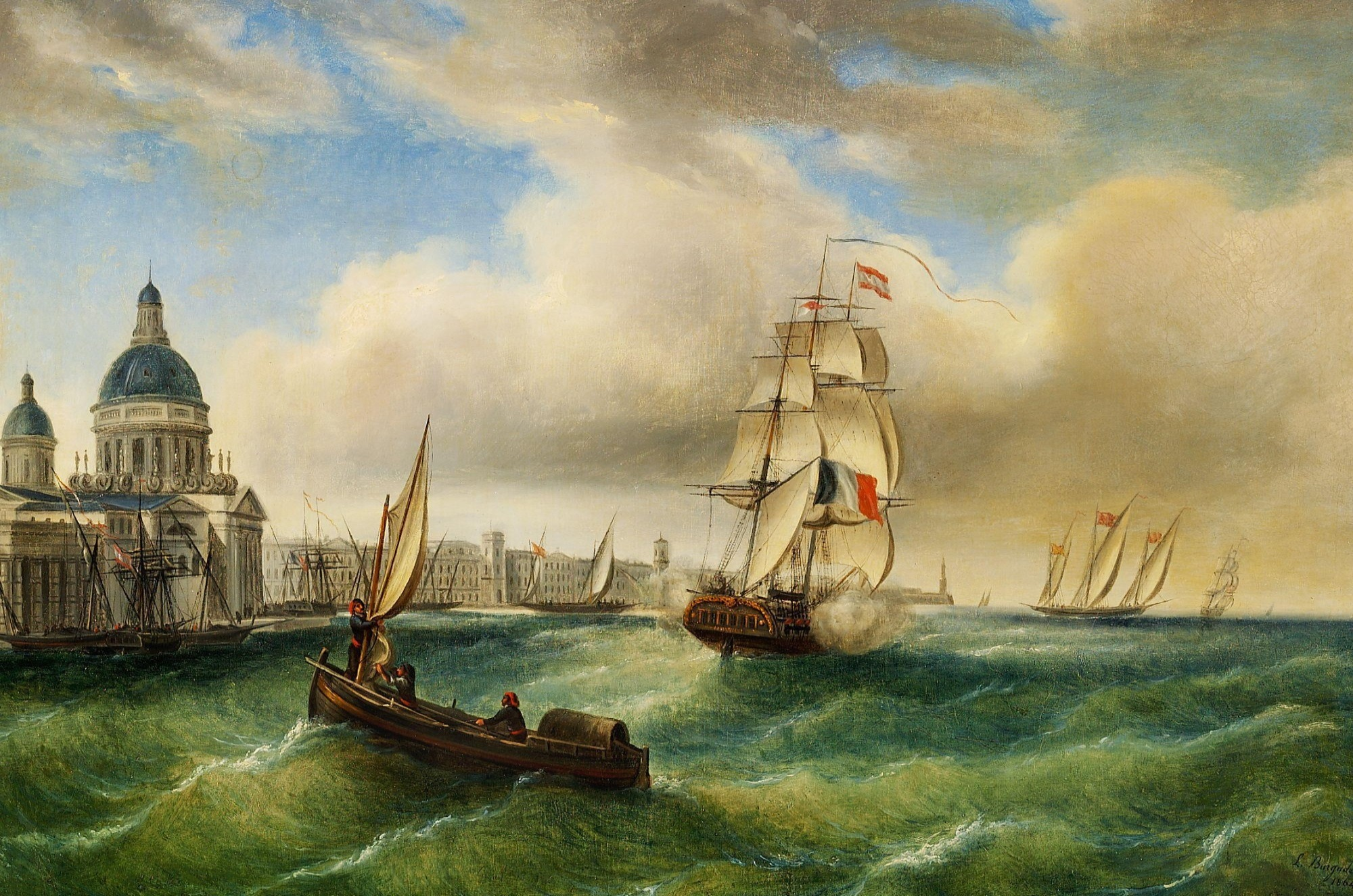
Venise avec vue sur Santa Maria delle Salute (1864).